# Erich Schutt
Erich Schutt (* 21. Juni 1931 in Vetschau; † 19. November 2023 in Cottbus) war ein deutscher Fotograf und Bildjournalist.

## Leben
Schutt wuchs als Kind eines deutschen Eisenbahners und einer sorbischen Mutter in Vetschau auf und fotografierte dort schon in seiner Schulzeit mit einer Agfa Box. Diese kaufte sich der damals 14-Jährige Anfang 1945, sie wurde ihm jedoch kurze Zeit später von der russischen Kommandantur wieder abgenommen, da der private Besitz eines Fotoapparats in der Sowjetischen Besatzungszone zu dieser Zeit verboten war.
In der Lehre zum Fachdrogisten ab 1947 in der Fotoabteilung der Spreewald-Drogerie Petzold lernte er unter anderem Filmverkauf und den Umgang mit der Dunkelkammer; anschließend arbeitete er ab 1952 bei Foto-Brausewetter in der Berliner Straße in Cottbus, einem Großlabor mit 10 Fotolaboranten, und trainierte dort zügiges Entwickeln, Kopieren und Vergrößern.

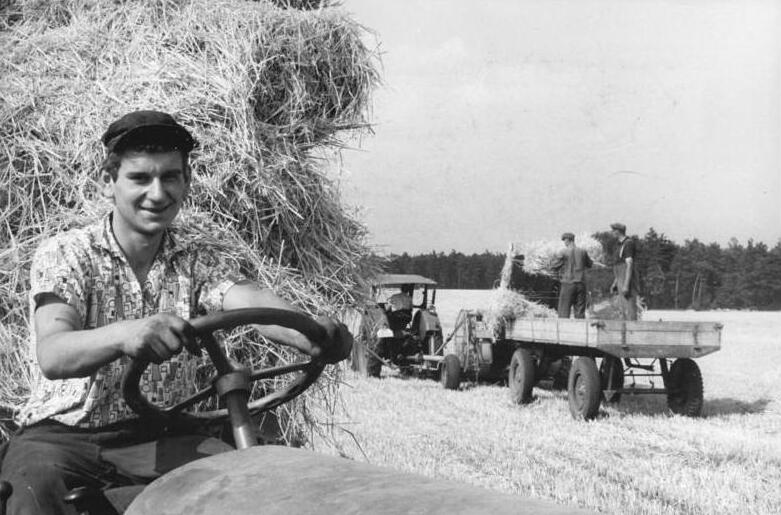
Heuernte im Spreewald, fotografiert von Erich Schutt

Seine Karriere als Bildjournalist begann Schutt 1952, als er zunächst nebenbei Fotokorrespondent für die Brandenburgischen Neuesten Nachrichten wurde. 1953, nach dem Umzug der Lausitzer Rundschau nach Cottbus, wurde Schutt als erster Pressefotograf der Zeitung angestellt. 1966 erlangte er noch einen journalistischen Fachschulabschluss an der Leipziger Fachschule für Journalistik. Im Jahr 1994 ging Schutt in Rente, war jedoch auch danach noch lange fotografisch aktiv.
Zu Schutts fotografischen Schwerpunkten zählten der Lausitzer Bergbau und die regionale Energiewirtschaft, der Spreewald und aufgrund seiner eigenen Abstammung auch das sorbisch/wendische Kulturleben. Bei seiner Arbeit stand er auch für eine Abkehr von inszenierten Pressefotos. Sein umfangreiches Fotoarchiv verblieb in seinem Privatbesitz; viele Bilder sind jedoch auch im Bundesarchiv verzeichnet. Zwischen 2016 und 2018 wurde sein Lebenswerk in Zusammenarbeit mit einer Bildagentur für den Katalog der dpa-Picture-Alliance digitalisiert.
Neben Buchveröffentlichungen ist Schutt bis heute immer wieder in Ausstellungen vertreten; so waren 2012 zum Beispiel mehr als 80 seiner Fotografien im Wendischen Museum in Cottbus zu sehen. Zwar nahm er vereinzelt auch an internationalen Ausstellungen teil, dennoch blieb den Fotojournalisten der von der SED kontrollierten staatlichen Medien der DDR bis heute eine internationale oder kunstgeschichtliche Anerkennung weitgehend verwehrt. Er war Mitglied in verschiedenen Organisationen, so der Fotografengruppe „SIGNUM“, der Kommission Fotografie des Kulturbundes und der Kommission Bildjournalistik beim Zentralvorstand des VDJ.